# Ферязь

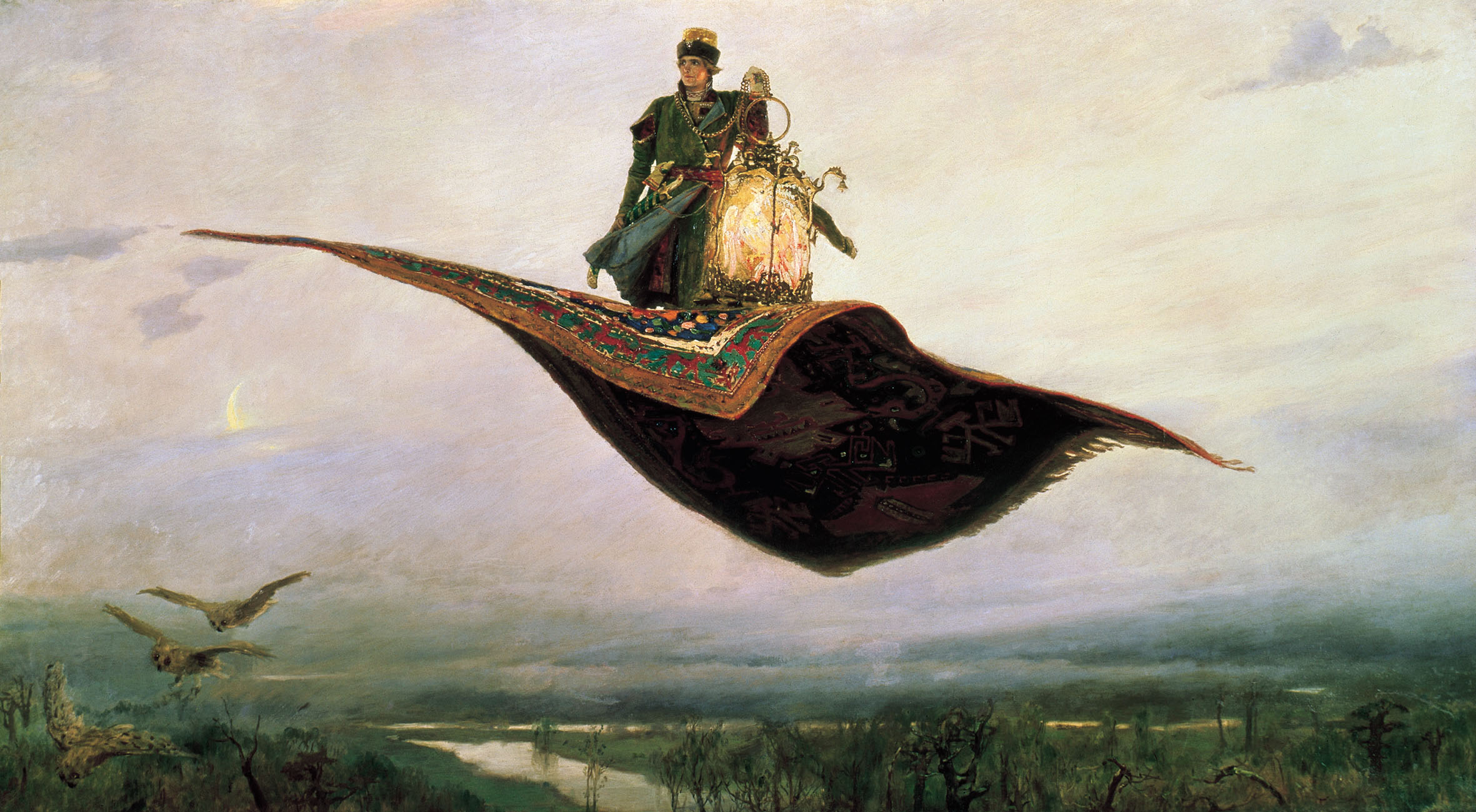
Персонаж в ферязи на картине В. М. Васнецова «Ковёр-самолёт». 1880

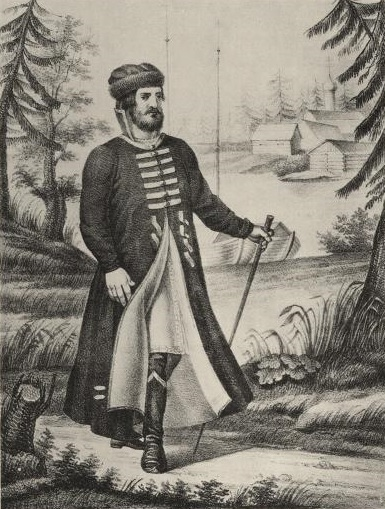
Ферязь и шапка.

Фе́рязь (от араб. färäğä) — старинная русская и польская одежда (мужская и женская) с длинными рукавами, без воротника и перехвата.
Применялась как парадная верхняя одежда боярами и дворянами. Надевалась поверх кафтана. По указу от 19 декабря 1680 года в ферязи должны были являться к царскому двору в определённые дни бояре, окольничии, думные и ближние люди, стольники, стряпчие, дворяне московские и дьяки.
По указу, ферязи были разделены на три разряда:
1. Золотые ферязи — полагалось выходить на празднования: Нового лета (1 сентября), Рождество Христово, Богоявление, Благовещение, Светлое Христово Воскресение, Вознесение, Троицу, и др.
2. Бархатные ферязи — полагалось выходить на празднования: Рождество Пресвятые Богородицы, в день Воздвижения Честного креста, в день Пресвятые Богородицы Казанской, Сретение Господне и др.
3. Объяринные (шелковые) ферязи — полагалось выходить на празднования: Сергия Чудотворца, Иоанна Златоуста, Григория Богослова, Трёх Святителей и др[2].

Ферязь была широкой в подоле, до 3 метров, с длинными, свисающими до земли рукавами. Надевали её следующим образом: в рукав продевали лишь одну руку, собирая его во множество сборок; другой рукав спускали вдоль фигуры до земли. Благодаря ферязи появилось выражение «работать спустя рукава». На грудь пришивались нашивки (по числу пуговиц) с завязками и кистями. Завязок 3, 4, 5 или 7. Каждая нашивка имела петлю для пуговицы, поэтому позднее нашивки стали называться петлицами. По краю ферязи пришивалась «круживо» — кайма с украшениями.
Ферязь шили на подкладке (холодная ферязь), иногда и на меху, из дорогих тканей, бархата, с применением золота.
Разновидности ферязи: мовные, постные, становые (с перехватом на поясе), ездовые, армяшные (из верблюжьей шерсти). Ездовые ферязи — верхняя одежда с богатым украшением, которую очень любил Алексей Михайлович.
Женская ферязь называлась — ферезея. Носилась поверх рубашек. Могла изготовляться без рукавов. Впервые упоминается в кроильных книгах в октябре 1654 года. В Выходных книгах ферезея впервые появляется 16 сентября 1659 года.
Ферязь (Ферезея) — торжественная одежда гетмана, мантия в виде накидки, выполненная из бархата, подбитая или отороченная мехом соболя, без воротника и рукавов, длиной до лодыжек, с серебряными, позолоченными застёжками. Означала царскую милость к гетману, знак покровительства и союза.